# I Love Jazz
I Love Jazz è un album di Sergio Caputo, pubblicato nel 1996 dall'etichetta discografica PolyGram.

## Descrizione
Con questo disco, Sergio Caputo tenta un ritorno alle origini jazz e swing dopo la svolta folk-rock di Storie di whisky andati. Contiene alcuni brani che sarebbero poi diventati alcuni dei cult dell'artista, come Vacci piano col Blues e Brioche, Cappuccino.
Nell'album, pubblicato in formato CD e musicassetta, Caputo si occupa di numerosi aspetti: testi, musica, arrangiamenti e cori, avvalendosi di grandi musicisti come Mark Harris al pianoforte e all'organo e Klaus Lessmann al sassofono.

## Tracce
CD (PolyGram, 558 262-2)
Testi e musiche di Sergio Caputo.
1. Brioche, cappuccino – 2:53
2. Vacci piano col blues – 3:59
3. Blu elettrico – 4:13
4. Fantasy – 3:19
5. Relax – 4:05
6. Baygon Street n.1 – 4:17
7. Oy Mary – 4:15
8. Tutto sembra a posto (quando il cielo è blu) – 4:00
9. Un buffissimo spray – 3:13
10. Quasi per caso – 2:45

Durata totale: 36:59

## Formazione
- Sergio Caputo - voce, cori
- Raffaello Pareti - basso
- Klaus Leßmann - clarinetti
- Claudio Mastracci - batteria
- Roberto Nannetti - chitarra elettrica
- Ettore Bonafé - percussioni
- Mark Harris - piano, organo
- Sergio Comini - trombone
- Emilio Soana, Sergio Gistri - tromba
- Giulio Visibelli - arrangiamenti, sassofono, flauto
- Ronnie Jones, Satyamo Hernandez - cori

### Produzione
- Registrato e missato da: Marti Jane Robertson
- Masterizzazione: Antonio Baglio